# Hofanlage Neuenhuntorfer Straße 28
Die Hofanlage Neuenhuntorfer Straße 28 in Berne-Neuenhuntorf, Neuenhuntorfer Straße 54 stammt aus dem 19. Jahrhundert.

Aktuell (2023) wird sie als Wohnhaus, für Kurse und wohl auch landwirtschaftlich genutzt.
Die Gebäude stehen unter Denkmalschutz (siehe auch Liste der Baudenkmale in Berne).

## Beschreibung
Die einheitliche giebelständige Hofanlage auf baumbestandenem Grundstück in der Nähe zur Hunte besteht aus
- dem eingeschossigen Wohnhaus von um 1890 als Backsteinbau mit Drempel, breiterem rückwärtigen Quertrakt sowie Satteldächern, Bögen über den Fenstern und ansteigender Konsolfries an den Giebeln,[2]
- der angebauten eingeschossigen verklinkerten nördlichen Gulfscheune von um 1890 mit mittiger Einfahrt, Satteldach, Bögen über den Öffnungen, Lisenen und ansteigendem Konsolfries an den Giebeln,[3]
- der angebauten eingeschossigen verklinkerten südlichen Gulfscheune von um 1890 mit rechter Einfahrten, Satteldach, Bögen über den Öffnungen, Lisenen und ansteigendem Konsolfries an den Giebeln,[4]
- sowie weiteren nicht denkmalgeschützten neueren Nebenanlagen.

Das Landesdenkmalamt befand: „… geschichtliche Bedeutung … als beispielhafte Hofanlage des späten 19. Jhs. … .“